# ألكسندر فاسيلينكو
ألكسندر فاسيلينكو (بالروسية: Александр Владимирович Василенко)‏ هو لاعب كرة قدم روسي في مركز الدفاع، ولد في 30 أكتوبر 1986 في موسكو في روسيا. لعب مع أسمرال موسكو وأفانجارد كورسك ونادي أوفا.